# Jan Robert Gebethner

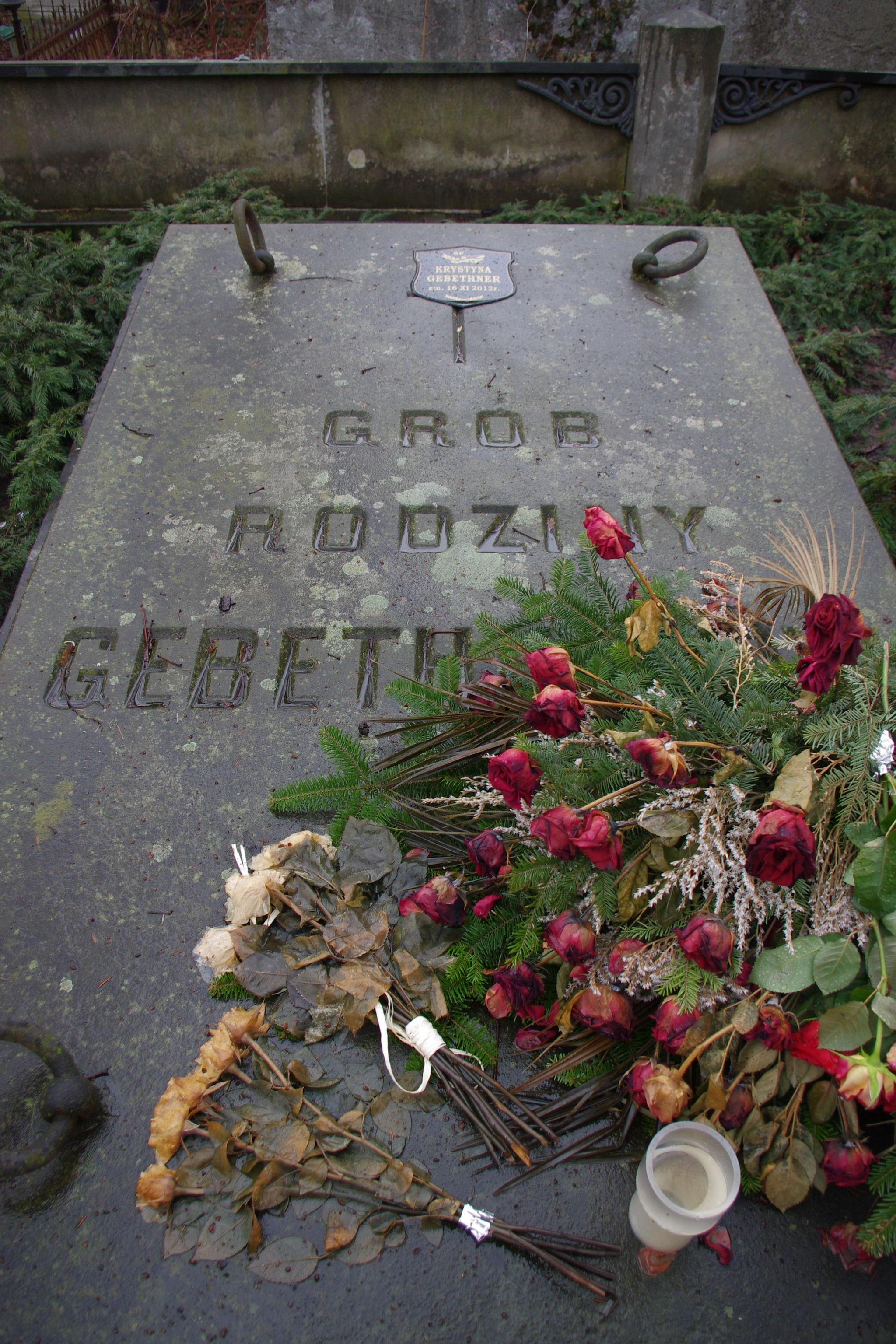
Grób księgarzy i wydawców Jana Roberta Gebethnera i Gustawa Adolfa Gebethnera na cmentarzu ewangelicko-augsburskim w Warszawie

Jan Robert Gebethner (ur. 25 października 1860 w Warszawie, zm. 22 września 1910 tamże) – polski księgarz oraz wydawca prasy i książek.

## Życiorys
Syn Gustawa Adolfa Gebethnera i Teofili Katarzyny z Trzetrzewińskich. Ukończył gimnazjum w Brzegu i Wydział Handlowy Politechniki Ryskiej. W trakcie studiów został przyjęty do korporacji akademickiej Arkonia.
Po uzyskaniu dyplomu, w roku 1888 rozpoczął pracę w rodzinnej firmie „Gebethner i Wolff”, gdzie początkowo prowadził dział ilustracyjny „Tygodnika Ilustrowanego”. Doświadczenie zdobyte w ciągu kilku lat pracy na różnych stanowiskach dało bardzo dobre efekty w okresie, gdy po śmierci ojca w 1901 r. został, wraz z Augustem Robertem Wolffem i jego synem Józefem, współwłaścicielem księgarni i wydawnictwa. Firma znacząco rozszerzyła swoją działalność na polu wydawnictw szkolnych i oświatowych. Zaczęto wydawać serie Biblioteczka Uniwersytetów Ludowych i Młodzieży szkolnej, Wybór pisarzów Polskich dla Domu i Szkoły oraz Teatr Amatorski. Ważnym wydawnictwem był przewodnik bibliograficzny Gebethnera i Wolffa ukazujący się w latach 1901–1913, oraz Biografia Polska XIX stulecia Karola Estreichera. Gwałtowny rozwój firmy spowodował, iż w 1906 przy ulicy Zgoda w Warszawie stanął nowy gmach, w którym umieszczono centralę firmy, dział wydawnictw, nową księgarnię i redakcję Tygodnika Ilustrowanego. Rok 1908 to początek zaawansowanej współpracy z emigracją polską w Ameryce.
Poza pracą w firmie działał w wielu organizacjach. Był aktywnym członkiem wspomnianej korporacji akademickiej Arkonia oraz po powrocie do Warszawy jednym z inicjatorów powołania oraz pierwszym prezesem Stowarzyszenia Filistrów Arkonii w Warszawie. Pełnił funkcję sędziego handlowego, był podstarszym w Zgromadzeniu Kupców, członkiem Börsenverein der Deutschen Buchhändler, brał udział w IV Międzynarodowym Kongresie Wydawców, był prezesem Delegacji Księgarskiej przy Sekcji V Warszawskiego Oddziału Towarzystwa Popierania Przemysłu i Handlu w latach 1905–1908, wiceprezesem Związku Księgarzy Polskich i członkiem Komisji Rewizyjnej Towarzystwa Biblioteki Publicznej w Warszawie.
Był żonaty z Marią Herse (1870–1950), współwłaścicielką Dom Mody Bogusław Herse w Warszawie, z którą miał trzech synów Jana Stanisława, Tadeusza (długoletniego kapitana i pierwszego prezesa Polonii Warszawa, Sprawiedliwego), Wacława Roberta oraz dwie córki Marię i Hannę. Zmarł w Warszawie. Jego ciało spoczywa w grobie rodziny Gebethnerów na cmentarzu ewangelicko-augsburskim w Warszawie (rząd 19 miejsce 10).